# Sicilia Classic 2009
Il Sicilia Classic 2009, noto anche come Sicilia Classic Mancuso Company Cup 2009 per motivi di sponsorizzazione, è stato un torneo professionistico di tennis maschile giocato sulla terra rossa. È stata l'edizione inaugurale del torneo e faceva parte dell'ATP Challenger Tour 2009. Si è giocato sui campi del Country Time Club a Palermo in Italia dal 21 al 27 settembre 2009.

## Partecipanti

### Teste di serie
| Nazionalità | Giocatore        | Ranking* | Testa di serie |
| ----------- | ---------------- | -------- | -------------- |
| Australia   | Carsten Ball     | 128      | 1              |
| Sudafrica   | Kevin Anderson   | 137      | 2              |
| Spagna      | Iván Navarro     | 138      | 3              |
| Israele     | Harel Levy       | 140      | 4              |
| Belgio      | Xavier Malisse   | 152      | 5              |
| Italia      | Flavio Cipolla   | 166      | 6              |
| Austria     | Martin Fischer   | 188      | 7              |
| Italia      | Alessio Di Mauro | 201      | 8              |

* Ranking al 14 settembre 2009.

### Altri partecipanti
Giocatori che hanno ricevuto una wild card:
- Francesco Aldi
- Alberto Cammarata
- Antonio Comporto
- Andrej Kuznecov

Giocatori passati dalle qualificazioni:
- Reda El Amrani
- Sergio Gutiérrez Ferrol
- Gero Kretschmer
- Walter Trusendi (Lucky Loser)
- Antal van der Duim
- Kaes Van't Hof (Lucky Loser)

## Campioni

### Singolare
Adrian Ungur ha battuto in finale  Albert Ramos Viñolas con il punteggio di 6–4, 6–4

### Doppio
Martin Fischer /  Philipp Oswald hanno battuto in finale  Pierre-Ludovic Duclos /  Rogério Dutra da Silva con il punteggio di 4–6, 6–3, [10–5]